# Popillia ugandana
Popillia ugandana är en skalbaggsart som beskrevs av Ohaus 1914. Popillia ugandana ingår i släktet Popillia och familjen Rutelidae. Inga underarter finns listade i Catalogue of Life.